# دویدن در پیرامون
دویدن در پیرامون (به هندی: Bhagam Bhag)یا بدو بدو فیلمی محصول سال ۲۰۰۶ و به کارگردانی پریادارشان است. در این فیلم بازیگرانی همچون گوویندا، آکشی کومار، پارش راوال، ریمی سن، لارا دوتا، جکی شروف، ارباز خان، تانوشری دوتا، راجپال یاداو، شاکتی کاپور، شارات ساکسنا، آسرانی ایفای نقش کرده‌اند.